# Selenia dentaria
Espèce
Selenia dentaria, l'Ennomos illunaire, est une espèce de lépidoptères (papillons) de la famille des Geometridae et de la sous-famille des Ennominae.

## Répartition
On le trouve en Europe, dans le Caucase, en Asie jusqu'au Kamtchatka.

## Description
Il a une envergure de 28 à 40 mm.

## Biologie
L'adulte vole d'avril à septembre suivant les régions sur deux générations. Au repos, il tient ses ailes à la verticale.
Sa larve se nourrit sur de nombreux arbres et arbustes : aubépines, aulnes, bouleaux...
La chrysalide hiverne.

## Espèce proche
L'Ennomos lunaire, Selenia lunularia (Hübner, 1788). Ce papillon possède une lunule bien visible sur chaque aile et son aile postérieure a le bord plus festonné que chez Selenia dentaria et montre une échancrure nette.